# Steven Vandermeulen
Steven Vandermeulen (Dawson Creek, 28 de diciembre de 1968) es un deportista canadiense que compitió en natación. Su hermano Gary compitió en el mismo deporte.
Ganó una medalla de bronce en el Campeonato Pan-Pacífico de Natación de 1989, en la prueba de 4 × 100 m libre.

## Palmarés internacional
| Campeonato Pan-Pacífico | Campeonato Pan-Pacífico | Campeonato Pan-Pacífico | Campeonato Pan-Pacífico |
| Año                     | Lugar                   | Medalla                 | Prueba                  |
| ----------------------- | ----------------------- | ----------------------- | ----------------------- |
| 1989                    | Tokio (Japón)           | Medalla de bronce       | 4 × 100 m libre         |